# Botanophila latifrontalis
Botanophila latifrontalis är en tvåvingeart som först beskrevs av Huckett 1924.  Botanophila latifrontalis ingår i släktet Botanophila och familjen blomsterflugor. Inga underarter finns listade i Catalogue of Life.